# Ivan Chakarov
Ivan Jristov Chakarov –en búlgaro, Иван Христов Чакъров– (26 de noviembre de 1966) es un deportista búlgaro que compitió en halterofilia.
Ganó cinco medallas en el Campeonato Mundial de Halterofilia entre los años 1987 y 1993, y ocho medallas en el Campeonato Europeo de Halterofilia entre los años 1988 y 1998. Participó en los Juegos Olímpicos de Barcelona 1992, ocupando el quinto lugar en la categoría de 90 kg.

## Palmarés internacional
| Campeonato Mundial | Campeonato Mundial        | Campeonato Mundial | Campeonato Mundial |
| Año                | Lugar                     | Medalla            | Categoría          |
| ------------------ | ------------------------- | ------------------ | ------------------ |
| 1987               | Ostrava (Checoslovaquia)  | Medalla de plata   | 90 kg              |
| 1989               | Atenas (Grecia)           | Medalla de bronce  | 90 kg              |
| 1990               | Budapest (Hungría)        | Medalla de plata   | 90 kg              |
| 1991               | Donaueschingen (Alemania) | Medalla de plata   | 90 kg              |
| 1993               | Melbourne (Australia)     | Medalla de oro     | 91 kg              |
| Campeonato Europeo |                           |                    |                    |
| Año                | Lugar                     | Medalla            | Categoría          |
| 1988               | Cardiff (Reino Unido)     | Medalla de plata   | 90 kg              |
| 1989               | Atenas (Grecia)           | Medalla de bronce  | 90 kg              |
| 1990               | Ålborg (Dinamarca)        | Medalla de bronce  | 90 kg              |
| 1991               | Władysławowo (Polonia)    | Medalla de oro     | 90 kg              |
| 1992               | Szekszárd (Hungría)       | Medalla de bronce  | 90 kg              |
| 1993               | Sofía (Bulgaria)          | Medalla de bronce  | 91 kg              |
| 1994               | Sokolov (República Checa) | Medalla de bronce  | 91 kg              |
| 1998               | Riesa (Alemania)          | Medalla de plata   | 94 kg              |